# Claudio Cintoli
Claudio Cintoli (Imola, 15 dicembre 1935 – Roma, 28 marzo 1978) è stato un artista, pittore e scenografo italiano.
Nella sua vita ha poi svolto le attività di regista di cinema sperimentale, videoartista, performer e critico d'arte.

## Biografia

### Infanzia e studi
Claudio Cintoli nasce ad Imola il 15 dicembre del 1935. La famiglia si trasferì presto a Recanati, dove Cintoli passò l'infanzia. È qui che, grazie allo zio Biagio Biagetti restauratore e direttore dei Musei Vaticani, scopre la passione per le arti. Nel 1955 si iscrisse alla Facoltà di Architettura della Sapienza di Roma, che ben presto abbandonò per intraprendere gli studi da artista alla Accademia di belle arti di Roma. Nonostante il suo trasferimento, Cintoli mantenne sempre un rapporto privilegiato con Recanati, tanto che Vittorio Rubiu lo definì “marchigiano, anche se è nato a Imola”.

### 1958: Prime mostre e viaggi in Europa
È del 1958 la sua prima personale al Palazzo comunale di Recanati e nello stesso anno, Eugenio Battisti, presenterà una sua personale a Roma, presso la Galleria La Medusa. Negli anni a seguire furono numerosi i viaggi in Europa, e in particolare in Germania ed Inghilterra, e nel 1963 realizzò i suoi primi film d'animazione, oggi andati perduti.

### 1965-1968: Il trasferimento a New York
Nel 1965 si trasferisce a New York, dove instaura una proficua collaborazione con la Lindberg Productions, con la quale realizzò numerosi film d'animazione.
Tornato a Roma nel 1968, Cintoli presenta le sue prime performance alla Galleria L'Attico di Fabio Sargentini. Vengono così realizzate Annodare, Chiodo fisso, Rimbalzare, Puntelliti e Colare colore. Claudio Cintoli nel 1965 crea in collaborazione con lo studio di architettura 3C+t Capolei Cavalli, la scenografia "Il giardino di Ursula" del palco del Piper Club di Roma, il locale tempio della musica Beat.
Nel 1973 nasce il suo alter ego Marcanciel Stuprò con cui firmerà in futuro molte sue opere.

## Filmografia
- 1964 - Più (35 mm, Col. 10' - Corona Cinematografica)
- 1965 - Mezzo sogno e mezzo (35 mm, Col. 10' - Corona Cinematografica)
- 1969 - Primavera nascosta (35 mm, Col. 10' - Corona Cinematografica)
- 1975 - Esercitazione autobus "Autolinee del Pendolo " (16mm B&W 6')
- 1969 - Chiodo fisso (Video, B&W. 6' - Distrutto)
- 1972 - Crisalide (16 mm, B&W. 20')
- 1977 - Il filo di Arianna (Video - Centro videoarte di Ferrara, Palazzo dei Diamanti, Ferrara)

## Mostre principali
- 1958 - Claudio Cintoli - Palazzo Comunale di Recanati
- 1965 - L'Art du XX Siecle - Charleroi (Belgio)
- 1968 - Claudio Cintoli - Galleria Due Mondi, Roma
- 1969 - Puntelliti - Arestudio, Macerata
- 1972 - Mappa '72 - Palazzo Taverna, Roma
- 1972 - Crisalide di Claudio Cintoli (Crisalide '73) - Galleria Il Segno, Roma
- 1975 - Aceldama. Campo di sangue - Galleria Schema, Firenze
- 1976 - Uovo nuovo - Galleria Multipla, Milano
- 1977 - Arte in Italia 1960-1970 - Galleria civica d'arte moderna e contemporanea, Torino
- 1977 - Pornoironiche - Galleria International Arts, Roma
- 1988 - Claudio cintoli opere 1958-1978 - Sala Antonio da Sangallo, Loreto
- 1990 - Roma Anni '60  Al di là della Pittura -Palazzo delle Esposizioni, Roma
- 1993 - Claudio Cintoli - Palazzo Comunale di Recanati a cura di Vittorio Sgarbi.
- 2007-  Testimoni di un sogno - Palazzo Mordini, Castelfidardo
- 2009 - Claudio Cintoli e L'Arte Povera Galleria Palestro, Ferrara
- 2010 - Claudio Cintoli. Incontri onirici - Centro arti visive Pescheria, Pesaro
- 2012 - Claudio Cintoli. L'immagine è un bisogno di confine - Museo di arte contemporanea (Roma), Roma [4]
- 2013 - Anni '70 Arte a Roma - Palazzo delle Esposizioni, Roma
- 2014-  Scenario di terra- Museo Mart di Rovereto (Trento)
- 2015 - Claudio Cintoli - Artea gallery, Milano
- 2016 - Claudio Cintoli - Idill'io arte contemporanea, Recanati
- 2016 - Rome Pop Art in Italy - Pi.gallery,Ferrara
- 2017 - Claudio Cintoli .Arena Studio D'Arte ,Verona
- 2018 - Claudio Cintoli-Pino Pascali Dialoghi 3. Fondazione Pino Pascali , Polignano a Mare (Bari)
- 2018 - Claudio Cintoli : Gli anni di docenza a Latina 1969-1977:Spazio Comel, Latina a cura di S. Battiato.
- 2020 - Claudio Cintoli: Immaginazione senza limiti . Palazzo Bisaccioni ,Jesi Fondazione Cassa Risparmio di Jesi (AN)
- 2021 - Claudio Cintoli:Nel segno di Claudio Cintoli. Galleria D'Arte Puccini Ancona
- 2023 - Claudio Cintoli,Dennis Oppenheim.Robert Rauschenberg : Dal Concettuale all'Arte Pop e Land Art . A cura di Archivio   Pi.gallery di Giuseppe Falivene Centro Arte Il Mercato Argenta (Ferrara).
- 2024 - Claudio Cintoli. Il confine del doppio, Galleria Zanzara Arte nell'ambito di Video Setting 2 - Ferrara